# Terminalia whitmorei
Terminalia whitmorei är en tvåhjärtbladig växtart som beskrevs av Mark James Coode. Terminalia whitmorei ingår i släktet Terminalia och familjen Combretaceae. Inga underarter finns listade i Catalogue of Life.